# زبان‌های دیرین‌سیبری
زبان‌های دیرین‌سیبری (به انگلیسی: Paleo-Siberian languages) که به آن‌ها زبان‌های دیرین‌آسیایی (به انگلیسی: Paleo-Asiatic languages) هم گفته شده نامی است که زبان‌شناسان برای چهار گروه جداگانه از زبان‌ها استفاده می‌کنند که در شمال خاوری سیبری و خاور دور روسیه صحبت می‌شود. چهار گروه یادشده عبارتند از: ینی‌سئیایی، چوکوتکا-کامچاتکایی (لوئوراوتلان)، یوکاغیر، و دو زبان تک‌خانواده (آینو و نیوْخ).
زبان‌شناسان موفق نشده‌اند تا میان این چهار گروه از زبان‌ها ارتباط خویشاوندی بیابند. همچنین میان زبان‌های دیرین‌سیبری با دیگر زبان‌های جهان نیز رابطه خویشاوندی یافت نشده‌است. اشتراک اصلی میان زبان‌های دیرین‌سیبری این است که این زبان‌ها دیرینه‌تر از زبان‌های غالب امروزی در این منطقه یعنی زبان‌های تونگوزی و ترکی‌تبار هستند. بیشتر گویشوران زبان‌های دیرین‌سیبری امروزه در جامعه تونگوزی‌زبان و ترکی‌زبان منطقه استحاله شده‌اند.
شمار گویشوران زبان‌های دیرین‌سیبری امروزه در حدود ۲۳ هزار نفر است.

## دسته‌بندی
| ینی‌سئیایی          |  | زبان‌های ینی‌سئیایی خانواده‌ای از زبان‌ها هستند که در منطقه رودخانه ینی‌سئی در سیبری مرکزی رواج داشته یا دارند. زبان‌های ینی‌سئیایی به دو دسته شمالی و جنوبی قسمت می‌شوند که شمالی‌ها کت و یوغ و جنوبی‌ها آرین، آسان، کوت، و پومپوکول هستند. از این زبان‌ها امروزه تنها زبان کت با دویست گویشور زبانی زنده است. بقیه زبان‌های ینی‌سئیایی بیش از دو سده است که منقرض شده‌اند. از منابع چینی چنین برمی‌آید که ینی‌سئی‌زبانان احتمالاً بخشی از مردمی بودند که اتحاد قبایل ژیونگو را تشکیل دادند. ژیونگو نیاکان هون‌ها به‌شمار می‌آیند. |
| چوکوتکا-کامچاتکایی |  | به خانواده زبان‌های چوکوتکا-کامچاتکایی، لوئوراوتلان هم گفته می‌شود. گویشوران این زبان‌ها رمه‌گردانان گوزن شمالی و شکارچی-گردآورنده‌های دوردست‌های شمال خاوری سیبری هستند. این خانواده زبانی به دو گویش متفاوت به نام‌های کامچاتکایی و چوکوتکایی تقسیم می‌شود. در دسته اول تنها زبان ایتِلْمِن جای دارد و دسته دوم شامل چوکچی، کوریاک، آلیوتور، و کِرِک می‌شود. زبان کرک امروزه منقرض شده اما دیگر زبان‌های این خانواده همچنان استفاده می‌شوند.                                                                                 |
| یوکاغیر            |  | زبان‌های یوکاغیر خانواده‌ای کوچک از دو زبان نزدیک به هم است که به نام‌های یوکاغیر شمالی (یوکاغیر توندرا) و یوکاغیر جنوبی (یوکاغیر کولیما) معروف‌اند. گویشوران این دو زبان در خاور دور روسیه در حوزه آبریز رود کولیما زندگی می‌کنند. در سرشماری سال ۲۰۰۲ روسیه شمار گویشوران این دو زبان جمعاً ۶۰۴ نفر ذکر شد اما امروزه تعداد آن‌ها حدود هفتاد نفر برآورد می‌شود. دو زبان دیگر از خانواده یوکاغیر به نام‌های چوانتسی و اوموک تا سده هیجدهم گویشور داشتند اما از آن زمان منقرض شده‌اند.                                   |
| تک‌خانواده‌ها        |  | زبان نیوْخ (گیلیاک) در زمره زبان‌های دیرین‌سیبری شمرده می‌شود و در کنار آن، آینو نیز گاه از زبان‌های دیرین سیبری برشمرده می‌شود. این دو زبان تک‌خانواده و منفرد هستند بدین معنی که خویشاوندی ندارند. زبان نیوخ در شمال شرقی منچوری و نیمه شمالی ساخالین صحبت می‌شود. امروزه در حدود هزار نفر به زبان نیوخ صحبت می‌کنند. زبان آینو که زمانی زبان اصلی نیمه جنوبی ساخالین و نیمه شمالی ژاپن بود امروزه رو به انقراض است.                                                                                                  |